# Liste der Biografien/Benf
Liste der Biografien |
Portal Biografien |
Personensuche
# |
A |
B |
C |
D |
E |
F |
G |
H |
I |
J |
K |
L |
M |
N |
O |
P |
Q |
R |
S |
T |
U |
V |
W |
X |
Y |
Z |
?
 
Ba |
Be |
Bd |
Bg |
Bh |
Bi |
Bj |
Bl |
Bm |
Bn |
Bo |
Br |
Bs |
Bu |
Bw |
By |
Bz
 
Bea–Beb |
Bec |
Bed |
Bee |
Bef |
Beg |
Beh |
Bei |
Bej |
Bek |
Bel |
Bem |
Ben |
Beo |
Bep |
Beq |
Ber |
Bes |
Bet |
Beu |
Bev |
Bew |
Bex |
Bey |
Bez
 
Bena |
Benb |
Benc |
Bend |
Bene |
Benf |
Beng |
Benh |
Beni |
Benj |
Benk |
Benl |
Benm |
Benn |
Beno |
Benq |
Benr |
Bens |
Bent |
Benu |
Benv |
Benw |
Beny |
Benz
Die Liste der Biografien führt alle Personen auf, die in der deutschsprachigen Wikipedia einen Artikel haben. Dieses ist eine Teilliste mit 24 Einträgen von Personen, deren Namen mit den Buchstaben „Benf“ beginnt.

## Benf

### Benfa
- Benfares, Sara (* 2001), deutsch-französische LeichtathletinSara Benfares (* 2001)

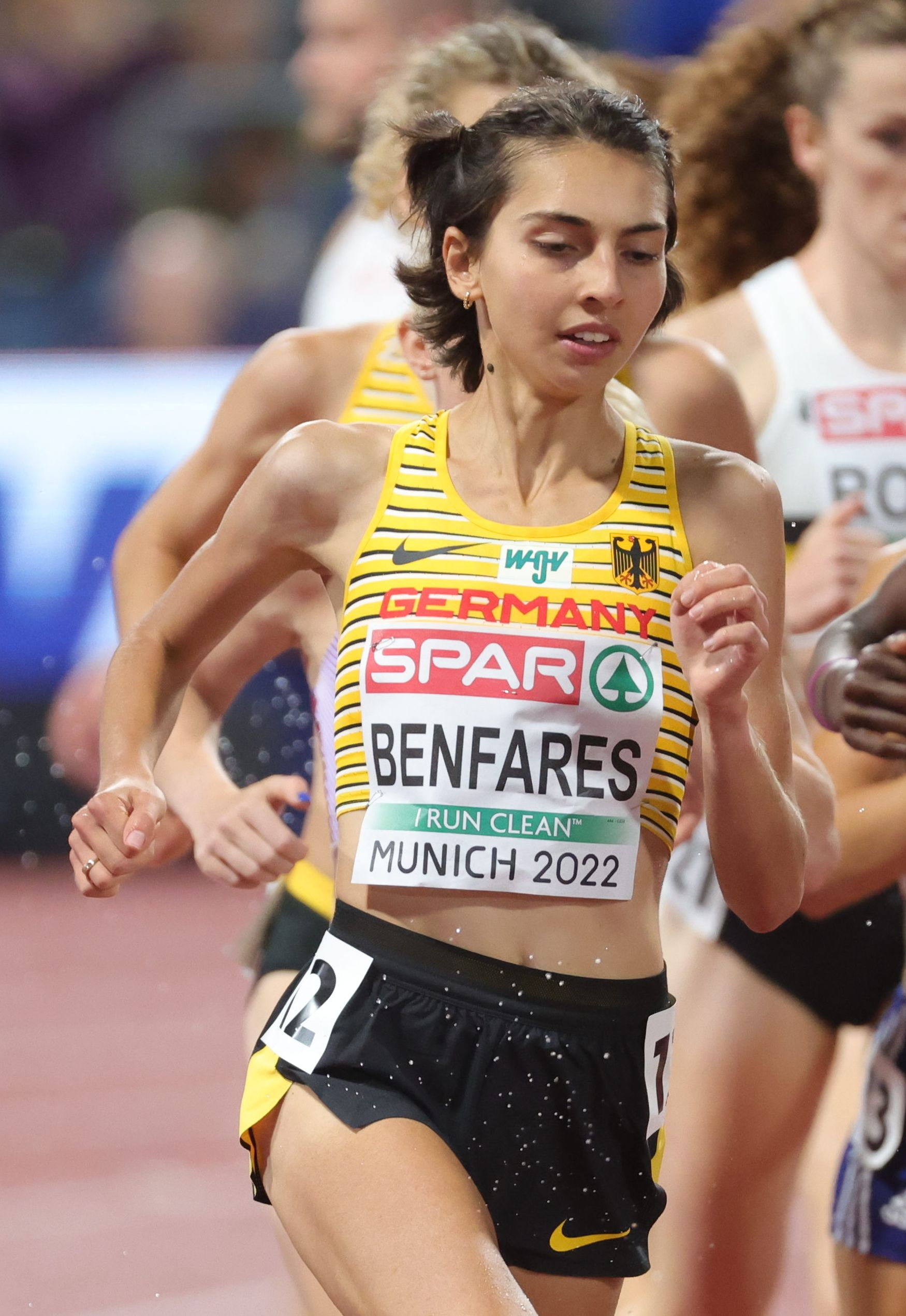
Sara Benfares (* 2001)

- Benfatto, Attilio (1943–2017), italienischer Radrennfahrer
- Benfatto, Marco (* 1988), italienischer Radrennfahrer

### Benfe
- Benfeghoul, Yazid (* 1976), deutscher Filmproduzent, Schauspieler und Verleger
- Benfeito, Meaghan (* 1989), kanadische Wasserspringerin
- Benfeld, Joachim (* 1958), deutscher Fußballspieler
- Benfele Álvarez, Emilio (* 1972), spanischer Tennisspieler
- Benfenati, Arnaldo (1924–1986), italienischer Radrennfahrer
- Benfer, Florian (* 1984), deutscher Dirigent und Chorleiter
- Benfer, Friedrich (1907–1996), deutscher Schauspieler
- Benfer, Tillmann (* 1956), deutscher Kirchenmusiker
- Benfey, Anna (1830–1903), deutsche Schriftstellerin und Komponistin
- Benfey, Bruno (1891–1962), deutscher lutherischer Geistlicher
- Benfey, Julius (1836–1900), deutscher Wirtschaftsjurist und Bankdirektor
- Benfey, Philip (1953–2023), US-amerikanischer Pflanzen-Genetiker und -Entwicklungsbiologe
- Benfey, Philipp (1865–1928), deutscher Wirtschaftsjurist und Bankdirektor
- Benfey, Rudolf (1821–1891), deutscher jüdischer Schriftsteller, Lehrer und Publizist
- Benfey, Theodor (1809–1881), deutscher Orientalist und Sprachforscher

### Benfi
- Benfield, Derek (1926–2009), englischer Schauspieler und Bühnenautor

### Benfl
- Benflis, Ali (* 1944), algerischer Politiker, Premierminister Algeriens (2000–2003)

### Benfo
- Benford, Frank (1883–1948), US-amerikanischer Elektroingenieur und Physiker
- Benford, Gregory (* 1941), US-amerikanischer Science-Fiction-Autor
- Benford, James R. (1913–2001), US-amerikanischer Filmtechniker, Erfinder und Ingenieur
- Benford, Tommy (1905–1994), US-amerikanischer Jazzmusiker (Schlagzeug)